# Moca phthorosema
Moca phthorosema är en fjärilsart som beskrevs av Edward Meyrick 1912. Moca phthorosema ingår i släktet Moca och familjen Immidae. Inga underarter finns listade i Catalogue of Life.